# 心が風邪をひいた日
『心が風邪をひいた日』（こころがかぜをひいたひ）は、1975年12月5日に発売された、太田裕美の通算3枚目のオリジナルアルバム。発売元はCBSソニー。

## 解説
- LP帯コピー：待望の太田裕美オリジナルアルバム第3弾―。
- 3枚目のシングル「夕焼け」（1975年8月1日リリース）を含む全12曲を収録している。チャートでは初のトップ10入りして、「木綿のハンカチーフ」は12月21日に4枚目のシングルとしてリカットされ、大ヒットした。
- 作曲に荒井由実を迎えた。

## 収録曲
- 全作詞：松本隆、作曲：筒美京平、編曲：萩田光雄（特記以外）

A面
1. 木綿のハンカチーフ
  - シングルとは歌詞の一部とアレンジが異なるアルバムバージョン。シングルバージョンは筒美と萩田の共同編曲（詳細は木綿のハンカチーフを参照）。
2. 袋小路
  - 作曲：荒井由実、編曲：林哲司
3. 夕焼け
  - 3枚目のシングルA面曲。
4. かなしみ葉書
5. THE MILKY WAY EXPRESS
  - 「銀河急行に乗って」のサビ部分のみを短くフェードイン・フェードアウトした楽曲。
6. 七つの願いごと
  - 作曲：萩田光雄

B面
1. ひぐらし
  - 作曲：荒井由実、編曲：林哲司
  - 高速バスを舞台とした楽曲（当時の国鉄東名ハイウェイバスと思われる）。歌詞中には同年に公訴時効となった三億円事件への言及もあり、世相をうかがわせる[2]。歌詞はサイモン&ガーファンクル「アメリカ」に着想を得たと考えられる。
2. 水曜日の約束
  - 3枚目のシングル「夕焼け」B面曲。
3. 銀河急行に乗って
4. 水車
  - 作詞・作曲：太田裕美
5. 青春のしおり
  - 作曲：佐藤健
  - アルバムタイトル『心が風邪をひいた日』は、この曲の歌詞の一節からとられている。
6. わかれ道

## 発売履歴
| 発売日        | レーベル           | 規格         | 規格品番   | 備考     |
| ------------- | ------------------ | ------------ | ---------- | -------- |
| 1975年12月5日 | CBSソニー          | LP           | SOLL-148   |          |
| 1975年12月5日 | アポロン           | CT           | KSA-1038   |          |
| 1978年3月21日 | CBSソニー          | LP           | 25AH-418   |          |
| 1991年5月15日 | ソニーミュージック | CD           | SRCL-1812  | CD選書。 |
| 2013年4月10日 | ソニーミュージック | Blu-spec CD2 | MHCL-30037 |          |
| 2017年9月27日 | Great Tracks       | LP           |            |          |